# A Manchester United FC 2015–2016-os szezonja
Ez a szócikk a Manchester United FC 2015–2016-os szezonjáról szól, amely a csapat 138. idénye fennállása óta, sorozatban 41. az angol első osztályban. Az idény során a klub ismét a Bajnokok Ligájában szerepelhetett, azonban csoportjában csak a 3. helyen végzett, így tavasszal az Európa-ligában folytatta. Ott a dán Midtjyllandon még túljutottak, azonban a nyolcaddöntőben a Liverpool 3–1-es összesítéssel kiejtette őket. A bajnokságban a következő évi Európa-liga indulást érő 5. helyen zárt az együttes, az FA-kupát azonban sikerült megnyerniük, miután a döntőben a Crystal Palace gárdáját 2–1 arányban legyőzték hosszabbítás után, három év után nyerve jelentős trófeát. Az idény végén Louis van Gaal távozott a klubtól.

## Szezon előtti felkészülési mérkőzések
A Manchester United 2015. április 28-án jelentette be, hogy a nyáron felkészülési mérkőzéseket játszik az Amerikai Egyesült Államokban. A túra során megmérkőztek a mexikói Club América, és az amerikai San Jose Earthquakes együttesével, valamint a Barcelonával és a Paris Saint-Germainnel.
| Dátum            | Ellenfél             | H / V | Eredmény | Gollövők                            | Nézőszám |
| ---------------- | -------------------- | ----- | -------- | ----------------------------------- | -------- |
| 2015. július 17. | Club América         | S     | 1–0      | Schneiderlin 5'                     | 46,857   |
| 2015. július 21. | San Jose Earthquakes | V     | 3–1      | Mata 32', Depay 36', Pereira 61'    | 18,000   |
| 2015. július 25. | Barcelona            | S     | 3–1      | Rooney 8', Lingard 65', Januzaj 90' | 68,416   |
| 2015. július 29. | Paris Saint-Germain  | S     | 0–2      |                                     | 61,351   |

## Premier League
| Dátum               | Ellenfél             | H / V | Végeredmény | Góllövők                                   | Nézőszám | Bajnoki helyezés |
| ------------------- | -------------------- | ----- | ----------- | ------------------------------------------ | -------- | ---------------- |
| 2015. augusztus 8.  | Tottenham Hotspur    | H     |             | Walker 22' (öngól)                         | 75,261   | 4th              |
| 2015. augusztus 14. | Aston Villa          | V     |             | Januzaj 29'                                | 42,200   | 1st              |
| 2015. augusztus 22. | Newcastle United     | H     |             |                                            | 75,354   | 2nd              |
| 30 August 2015      | Swansea City         | V     | 1–2         | Mata 48'                                   | 20,828   | 5th              |
| 12 September 2015   | Liverpool            | H     | 3–1         | Blind 49', Herrera 70' (pen.), Martial 86' | 75,347   | 2nd              |
| 20 September 2015   | Southampton          | V     | 3–2         | Martial (2) 34', 50', Mata 68'             | 31,588   | 2nd              |
| 26 September 2015   | Sunderland           | H     | 3–0         | Depay 45+4', Rooney 46', Mata 90'          | 75,328   | 1st              |
| 4 October 2015      | Arsenal              | V     | 0–3         |                                            | 60,084   | 3rd              |
| 17 October 2015     | Everton              | V     | 3–0         | Schneiderlin 18', Herrera 22', Rooney 62'  | 39,553   | 2nd              |
| 25 October 2015     | Manchester City      | H     | 0–0         |                                            | 75,329   | 4th              |
| 31 October 2015     | Crystal Palace       | V     | 0–0         |                                            | 24,854   | 4th              |
| 7 November 2015     | West Bromwich Albion | H     | 2–0         | Lingard 52', Mata 90+1' (pen.)             | 75,410   | 4th              |
| 21 November 2015    | Watford              | V     | 2–1         | Depay 11', Deeney 90' (o.g.)               | 20,702   | 2nd              |
| 28 November 2015    | Leicester City       | V     | 1–1         | Schweinsteiger 45'                         | 32,115   | 3rd              |
| 5 December 2015     | West Ham United      | H     | 0–0         |                                            | 75,350   | 4th              |
| 12 December 2015    | AFC Bournemouth      | V     | 1–2         | Fellaini 24'                               | 11,334   | 4th              |
| 19 December 2015    | Norwich City         | H     | 1–2         | Martial 67'                                | 75,320   | 5th              |
| 26 December 2015    | Stoke City           | V     | 0–2         |                                            | 27,426   | 6th              |
| 28 December 2015    | Chelsea              | H     | 0–0         |                                            | 75,275   | 6th              |
| 2 January 2016      | Swansea City         | H     | 2–1         | Martial 47', Rooney 77'                    | 75,415   | 5th              |
| 12 January 2016     | Newcastle United     | V     | 3–3         | Rooney (2) 9' (pen.), 79', Lingard 38'     | 49,673   | 6th              |
| 17 January 2016     | Liverpool            | V     | 1–0         | Rooney 78'                                 | 43,865   | 5th              |
| 23 January 2016     | Southampton          | H     | 0–1         |                                            | 75,408   | 5th              |
| 2 February 2016     | Stoke City           | H     | 3–0         | Lingard 14', Martial 23', Rooney 53'       | 75,234   | 5th              |
| 7 February 2016     | Chelsea              | V     | 1–1         | Lingard 61'                                | 41,434   | 5th              |
| 13 February 2016    | Sunderland           | V     | 1–2         | Martial 39'                                | 41,687   | 5th              |
| 28 February 2016    | Arsenal              | H     | 3–2         | Rashford (2) 29', 32', Herrera 65'         | 75,329   | 5th              |
| 2 March 2016        | Watford              | H     | 1–0         | Mata 83'                                   | 75,282   | 5th              |
| 6 March 2016        | West Bromwich Albion | V     | 0–1         |                                            | 24,878   | 6th              |
| 20 March 2016       | Manchester City      | V     | 1–0         | Rashford 16'                               | 54,557   | 6th              |
| 3 April 2016        | Everton              | H     | 1–0         | Martial 54'                                | 75,341   | 5th              |
| 10 April 2016       | Tottenham Hotspur    | V     | 0–3         |                                            | 35,761   | 5th              |
| 16 April 2016       | Aston Villa          | H     | 1–0         | Rashford 32'                               | 75,411   | 5th              |
| 20 April 2016       | Crystal Palace       | H     | 2–0         | Delaney 4' (o.g.), Darmian 55'             | 75,277   | 5th              |
| 1 May 2016          | Leicester City       | H     | 1–1         | Martial 8'                                 | 75,275   | 5th              |
| 7 May 2016          | Norwich City         | V     | 1–0         | Mata 72'                                   | 27,132   | 5th              |
| 10 May 2016         | West Ham United      | V     | 2–3         | Martial (2) 51', 72'                       | 34,602   | 5th              |
| 17 May 2016         | AFC Bournemouth      | H     | 3–1         | Rooney 43', Rashford 74', Young 87'        | 74,363   | 5th              |

## Tabella
| #   | Csapat                  | M  | GY | D  | V  | G+ – G– | GK  | P  | Megjegyzések  |
| --- | ----------------------- | -- | -- | -- | -- | ------- | --- | -- | ------------- |
| 1.  | Leicester City (B)      | 38 | 23 | 12 | 3  | 68–36   | +32 | 81 | BL–csoportkör |
| 2.  | Arsenal                 | 38 | 20 | 11 | 7  | 65–36   | +29 | 71 | BL–csoportkör |
| 3.  | Tottenham Hotspur       | 38 | 19 | 13 | 6  | 69–35   | +34 | 70 | BL–csoportkör |
| 4.  | Manchester City         | 38 | 19 | 9  | 10 | 71–41   | +30 | 66 | BL–rájátszás  |
| 5.  | Manchester United (KGY) | 38 | 19 | 9  | 10 | 49–35   | +14 | 66 | EL-csoportkör |
| 6.  | Southampton             | 38 | 18 | 9  | 11 | 59–41   | +18 | 63 | EL-rájátszás  |
| 7.  | West Ham United         | 38 | 16 | 14 | 8  | 65–51   | +14 | 62 |               |
| 8.  | Liverpool               | 38 | 16 | 12 | 10 | 63–50   | +13 | 60 |               |
| 9.  | Stoke City              | 38 | 14 | 9  | 15 | 41–55   | −14 | 51 |               |
| 10. | Chelsea CV              | 38 | 12 | 14 | 12 | 59–53   | +6  | 50 |               |
| 11. | Everton                 | 38 | 11 | 14 | 13 | 59–55   | +4  | 47 |               |
| 12. | Swansea City            | 38 | 12 | 11 | 15 | 42–52   | −10 | 47 |               |
| 13. | Watford Ú               | 38 | 12 | 9  | 17 | 40–50   | −10 | 45 |               |
| 14. | West Bromwich Albion    | 38 | 10 | 13 | 15 | 34–48   | −14 | 43 |               |
| 15. | Crystal Palace          | 38 | 11 | 9  | 18 | 39–51   | −12 | 42 |               |
| 16. | Bournemouth Ú           | 38 | 11 | 9  | 18 | 45–67   | −22 | 42 |               |
| 17. | Sunderland              | 38 | 9  | 12 | 17 | 48–62   | −14 | 39 |               |
| 18. | Newcastle United (K)    | 38 | 9  | 10 | 19 | 44–65   | −21 | 37 | Championship  |
| 19. | Norwich City Ú (K)      | 38 | 9  | 7  | 22 | 39–67   | −28 | 34 | Championship  |
| 20. | Aston Villa (K)         | 38 | 3  | 8  | 27 | 27–76   | −49 | 17 | Championship  |

Utolsó frissítés: 2016. május 17. 
Forrás: premierleague.com 
A rangsorolás alapszabályai: 1. összpontszám, 2. egymás elleni eredmények összpontszáma, 3. gólkülönbség, 4. szerzett gólok száma.
(B): Bajnokcsapat, (K): Kieső csapat, (F): Feljutó csapat, (I): Kupainduló, (R): A rájátszás győztese, (KGY): Kupagyőztes

## FA-kupa
Az FA-kupában 2016 januárjában, a harmadik körben kapcsolódtak be, első ellenfelük a Sheffield United volt. Egy alkalommal, a West Ham United elleni párharc során kényszerültek újrajátszásra, a döntőben a Crystal Palace csapatát múlták felül.
| Dátum             | Forduló                | Ellenfél         | H / V | Végeredmény | Góllövők                              | Nézőszám |
| ----------------- | ---------------------- | ---------------- | ----- | ----------- | ------------------------------------- | -------- |
| 2016. január 9.   | 3. forduló             | Sheffield United | H     | 1–0         | Rooney 90+3' (bün.)                   | 74,284   |
| 2016. január 29.  | 4. forduló             | Derby County     | A     | 3–1         | Rooney 16', Blind 65', Mata 83'       | 31,134   |
| 2016. február 22. | 5. forduló             | Shrewsbury Town  | A     | 3–0         | Smalling 37', Mata 45'+2, Lingard 61' | 9,370    |
| 2016. március 3.  | 6. forduló             | West Ham United  | H     | 1–1         | Martial 83'                           | 74,298   |
| 2016. április 13. | 6. forduló Újrajátszás | West Ham United  | V     | 2–1         | Rashford 54', Fellaini 67'            | 33,505   |
| 2016. április 23. | Elődöntő               | Everton          | S     | 2–1         | Fellaini 34', Martial 90+3'           | 86,064   |
| 2016. május 21.   | Döntő                  | Crystal Palace   | S     | 2–1 (h.u)   | Mata 81', Lingard 110'                | 88,610   |

## Ligakupa
Mint ahogy az összes többi angol klub, amely a nemzetközi kupákban indult, a Manchester United is csak a harmadik körben kapcsolódott be a küzdelmekben. 2015. szeptember 23-án a másodosztályú Ipswich Town ellen sima 3–0-s győzelmet arattak, azonban a következő körben, október 28-án a szintén másodosztályú Middlesbrough hosszabbítás után büntetőpárbajban búcsúztatta őket.
| Dátum                | Forduló    | Ellenfél      | H / V | Végeredmény       | Gollővők                               | Nézőszám |
| -------------------- | ---------- | ------------- | ----- | ----------------- | -------------------------------------- | -------- |
| 2015. szeptember 23. | 3. forduló | Ipswich Town  | H     | 3–0               | Rooney 23', Pereira 60', Martial 90+2' | 56,607   |
| 2015. október 28.    | 4. forduló | Middlesbrough | H     | 0–0 (h.u.) (1–3b) |                                        | 67,258   |

## Bajnokok Ligája

### Play-off
Miután az előző szezonban negyedik helyen végzett a bajnokságban, a United a selejtezők utolsó, úgynevezett play-off körében kapcsolódott be az európai kupaküzdelmekbe. Ellenfelük a belga Club Brugge volt, a United összesítésben 7-1-gyel jutott a csoportkörbe.
| Dátum               | Forduló                | Ellenfél    | H / V | Végeredmény | Góllövők                              | Nézőszám |
| ------------------- | ---------------------- | ----------- | ----- | ----------- | ------------------------------------- | -------- |
| 2015. augusztus 18. | Play-off első mérkőzés | Club Brugge | H     | 3–1         | Depay (2) 13', 43', Fellaini 90+4'    | 75,312   |
| 2015. augusztus 26. | Play-off visszavágó    | Club Brugge | V     | 4–0         | Rooney (3) 20', 49', 57', Herrera 63' | 28,733   |

### Csoportkör

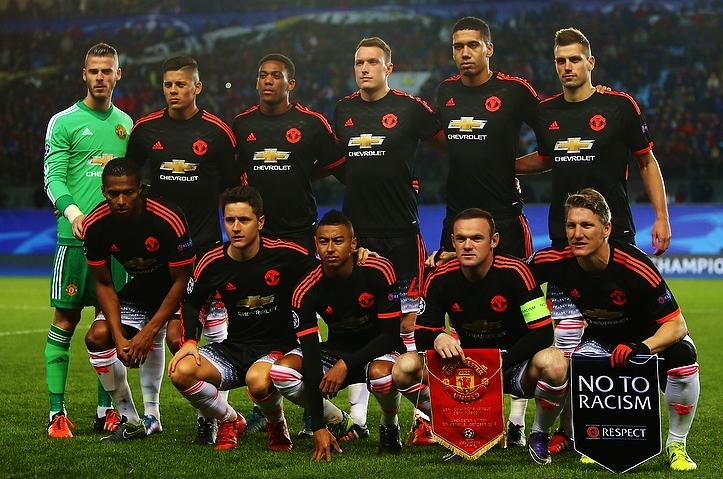
A Manchester United kezdőcsapata a CSKA Moszkva elleni mérkőzés előtt.

A csoportokat augusztus 27-én sorsolták ki Monacóban, a United a B jelű négyesbe került a PSV Eindhoven, CSZKA Moszkva és a VfL Wolfsburg mellé. Mindjárt az első körben meglepő vereséget szenvedtek a PSV ellen, ráadásul Luke Shaw súlyos lábtörést szenvedett. Végül nem sikerült a továbbjutás, csupán a harmadik helyet szerezték meg acsoportban, így az Európa-liga folytatás következett.
| Dátum                | Ellenfél      | H / V | Végeredmény | Góllövők                            | Nézőszám | Csoport hely |
| -------------------- | ------------- | ----- | ----------- | ----------------------------------- | -------- | ------------ |
| 2015. szeptember 15. | PSV Eindhoven | V     | 1–2         | Depay 41'                           | 35,292   | 3rd          |
| 2015. szeptember 30. | Wolfsburg     | H     | 2–1         | Mata 34' (bün.), Smalling 52'       | 74,811   | 2nd          |
| 2015. október 21.    | CSZKA Moszkva | V     | 1–1         | Martial 65'                         | 18,156   | 2nd          |
| 2015. november 3.    | CSZKA Moszkva | H     | 1–0         | Rooney 79'                          | 75,165   | 1st          |
| 2015. november 25.   | PSV Eindhoven | H     | 0–0         |                                     | 75,321   | 2nd          |
| 2015. december 8.    | Wolfsburg     | V     | 2–3         | Martial 10', Guilavogui 82' (öngól) | 26,400   | 3rd          |

### B csoport
| Hely. | Csapat            | M | Gy | D | V | G+ | G– | Gk | P  | Továbbjutás                                |  | WOL | PSV | MU  | CSKA |
| ----- | ----------------- | - | -- | - | - | -- | -- | -- | -- | ------------------------------------------ |  | --- | --- | --- | ---- |
| 1.    | VfL Wolfsburg     | 6 | 4  | 0 | 2 | 9  | 6  | +3 | 12 | Továbbjutott az egyenes kieséses szakaszba |  | —   | 2–0 | 3–2 | 1–0  |
| 2.    | PSV Eindhoven     | 6 | 3  | 1 | 2 | 8  | 7  | +1 | 10 | Továbbjutott az egyenes kieséses szakaszba |  | 2–0 | —   | 2–1 | 2–1  |
| 3.    | Manchester United | 6 | 2  | 2 | 2 | 7  | 7  | 0  | 8  | Átkerült az Európa-ligába                  |  | 2–1 | 0–0 | —   | 1–0  |
| 4.    | CSZKA Moszkva     | 6 | 1  | 1 | 4 | 5  | 9  | −4 | 4  |                                            |  | 0–2 | 3–2 | 1–1 | —    |

### Európa-liga
A december 14-ei sorsoláson a dán FC Midtjyllandot kapták ellenfélként. A párharcra 2016 februárjában került sor, a Manchester United 6-3-as összesítéssel jutott tovább. A nyolcaddöntőben az ősi rivális Liverppol volt az ellenfél, és ezúttal a United maradt alul miután a két mérkőzést követően Jürgen Klopp együttese 3-1-es összesítéssel kiejtette őket.
| Dátum             | Forduló                                  | Ellenfél    | H / V | Végeredmény | Góllövők                                                                  | Nézőszám |
| ----------------- | ---------------------------------------- | ----------- | ----- | ----------- | ------------------------------------------------------------------------- | -------- |
| 2016. február 18. | A legjobb 16 közé jutásért első mérkőzés | Midtjylland | V     | 1–2         | Depay 37'                                                                 | 9,182    |
| 2016. február 25. | A legjobb 16 közé jutásért visszavágó    | Midtjylland | H     | 5–1         | Bodurov 32' (öngól), Rashford (2) 63', 75', Herrera 88' (bün.), Depay 90' | 58,609   |
| 2016. március 10. | Nyolcaddöntő első mérkőzés               | Liverpool   | V     | 0–2         |                                                                           | 43,228   |
| 2016. március 17. | Nyolcaddöntő visszavágó                  | Liverpool   | H     | 1–1         | Martial 32' (bün.)                                                        | 75,180   |

## Statisztika
| Mezszám | Poszt | Név                                        | Bajnokság     | Bajnokság | FA-kupa       | FA-kupa | Ligakupa      | Ligakupa | Nemzetközi kupa | Nemzetközi kupa | Összesen      | Összesen | Discipline[forrás?] | Discipline[forrás?] |
| Mezszám | Poszt | Név                                        | Pályára lépés | Gólok     | Pályára lépés | Gólok   | Pályára lépés | Gólok    | Pályára lépés   | Gólok           | Pályára lépés | Gólok    |                     |                     |
| ------- | ----- | ------------------------------------------ | ------------- | --------- | ------------- | ------- | ------------- | -------- | --------------- | --------------- | ------------- | -------- | ------------------- | ------------------- |
| 1       | GK    | David de Gea                               | 34            | 0         | 6             | 0       | 1             | 0        | 8               | 0               | 49            | 0        | 0                   | 0                   |
| 4       | DF    | Phil Jones                                 | 6(4)          | 0         | 0             | 0       | 0(1)          | 0        | 1(1)            | 0               | 7(6)          | 0        | 0                   | 0                   |
| 5       | DF    | Marcos Rojo                                | 15(1)         | 0         | 4             | 0       | 1             | 0        | 5(2)            | 0               | 25(3)         | 0        | 5                   | 0                   |
| 6       | DF    | Jonny Evans                                | 0             | 0         | 0             | 0       | 0             | 0        | 0               | 0               | 0             | 0        | 0                   | 0                   |
| 7       | FW    | Memphis Depay                              | 16(13)        | 2         | 1(2)          | 0       | 1(1)          | 0        | 9(2)            | 5               | 27(18)        | 7        | 4                   | 0                   |
| 8       | MF    | Juan Mata                                  | 34(4)         | 6         | 4             | 3       | 1             | 0        | 10(1)           | 1               | 49(5)         | 10       | 5                   | 1                   |
| 9       | FW    | Anthony Martial                            | 29(2)         | 11        | 7             | 2       | 0(2)          | 1        | 9               | 3               | 45(4)         | 17       | 4                   | 0                   |
| 10      | FW    | Wayne Rooney (csapatkapitány)              | 27(1)         | 8         | 4(1)          | 2       | 1(1)          | 1        | 6               | 4               | 38(3)         | 15       | 6                   | 0                   |
| 11      | MF    | Adnan Januzaj                              | 2(3)          | 1         | 0             | 0       | 0             | 0        | 2               | 0               | 4(3)          | 1        | 1                   | 0                   |
| 12      | DF    | Chris Smalling                             | 35            | 0         | 7             | 1       | 2             | 0        | 11              | 1               | 55            | 2        | 11                  | 1                   |
| 13      | GK    | Anders Lindegaard                          | 0             | 0         | 0             | 0       | 0             | 0        | 0               | 0               | 0             | 0        | 0                   | 0                   |
| 14      | FW    | Javier Hernández                           | 0(1)          | 0         | 0             | 0       | 0             | 0        | 0(2)            | 0               | 0(3)          | 0        | 0                   | 0                   |
| 16      | MF    | Michael Carrick (csapatkapitány-helyettes) | 22(6)         | 0         | 4(1)          | 0       | 1             | 0        | 6(2)            | 0               | 33(9)         | 0        | 6                   | 0                   |
| 17      | MF    | Daley Blind                                | 35            | 1         | 7             | 1       | 2             | 0        | 11(1)           | 0               | 55(1)         | 2        | 3                   | 0                   |
| 18      | MF    | Ashley Young                               | 11(7)         | 1         | 0(1)          | 0       | 1(1)          | 0        | 2(3)            | 0               | 14(12)        | 1        | 6                   | 0                   |
| 19      | FW    | James Wilson                               | 0(1)          | 0         | 0             | 0       | 1             | 0        | 0               | 0               | 1(1)          | 0        | 0                   | 0                   |
| 20      | GK    | Sergio Romero                              | 4             | 0         | 1             | 0       | 1             | 0        | 4               | 0               | 10            | 0        | 0                   | 0                   |
| 21      | MF    | Ander Herrera                              | 17(10)        | 3         | 4(2)          | 0       | 1             | 0        | 5(2)            | 2               | 27(14)        | 5        | 8                   | 0                   |
| 22      | MF    | Nick Powell                                | 0(1)          | 0         | 0             | 0       | 0             | 0        | 0(1)            | 0               | 0(2)          | 0        | 0                   | 0                   |
| 23      | DF    | Luke Shaw                                  | 5             | 0         | 0             | 0       | 0             | 0        | 3               | 0               | 8             | 0        | 1                   | 0                   |
| 25      | MF    | Antonio Valencia                           | 8(6)          | 0         | 1(2)          | 0       | 1             | 0        | 2(2)            | 0               | 12(10)        | 0        | 1                   | 0                   |
| 27      | MF    | Marouane Fellaini                          | 12(6)         | 1         | 6             | 2       | 2             | 0        | 3(5)            | 1               | 23(11)        | 4        | 7                   | 0                   |
| 28      | MF    | Morgan Schneiderlin                        | 25(4)         | 1         | 2(1)          | 0       | 0             | 0        | 6(1)            | 0               | 33(6)         | 1        | 4                   | 0                   |
| 30      | MF    | Guillermo Varela                           | 3(1)          | 0         | 3             | 0       | 0             | 0        | 4               | 0               | 10(1)         | 0        | 2                   | 0                   |
| 31      | MF    | Bastian Schweinsteiger                     | 13(5)         | 1         | 1(1)          | 0       | 1             | 0        | 6(4)            | 0               | 21(10)        | 1        | 5                   | 0                   |
| 33      | DF    | Paddy McNair                               | 3(5)          | 0         | 0             | 0       | 0             | 0        | 1               | 0               | 4(5)          | 0        | 0                   | 0                   |
| 34      | GK    | Dean Henderson                             | 0             | 0         | 0             | 0       | 0             | 0        | 0               | 0               | 0             | 0        | 0                   | 0                   |
| 35      | MF    | Jesse Lingard                              | 19(6)         | 4         | 5(2)          | 2       | 1             | 0        | 7               | 0               | 32(8)         | 6        | 8                   | 0                   |
| 36      | DF    | Matteo Darmian                             | 24(4)         | 1         | 1(2)          | 0       | 1             | 0        | 6(1)            | 0               | 32(7)         | 1        | 10                  | 0                   |
| 37      | DF    | Donald Love                                | 0(1)          | 0         | 0             | 0       | 0             | 0        | 1               | 0               | 1(1)          | 0        | 1                   | 0                   |
| 38      | DF    | Axel Tuanzebe                              | 0             | 0         | 0             | 0       | 0             | 0        | 0               | 0               | 0             | 0        | 0                   | 0                   |
| 39      | FW    | Marcus Rashford                            | 11            | 5         | 4             | 1       | 0             | 0        | 3               | 2               | 18            | 8        | 1                   | 0                   |
| 40      | GK    | Joel Castro Pereira                        | 0             | 0         | 0             | 0       | 0             | 0        | 0               | 0               | 0             | 0        | 0                   | 0                   |
| 41      | DF    | Regan Poole                                | 0             | 0         | 0             | 0       | 0             | 0        | 0(1)            | 0               | 0(1)          | 0        | 0                   | 0                   |
| 42      | DF    | Tyler Blackett                             | 0             | 0         | 0             | 0       | 0             | 0        | 0               | 0               | 0             | 0        | 0                   | 0                   |
| 43      | DF    | Cameron Borthwick-Jackson                  | 6(4)          | 0         | 3             | 0       | 0             | 0        | 0(1)            | 0               | 9(5)          | 0        | 0                   | 0                   |
| 44      | MF    | Andreas Pereira                            | 0(4)          | 0         | 0(2)          | 0       | 2             | 1        | 0(3)            | 0               | 2(9)          | 1        | 2                   | 0                   |
| 45      | MF    | Sean Goss                                  | 0             | 0         | 0             | 0       | 0             | 0        | 0               | 0               | 0             | 0        | 0                   | 0                   |
| 46      | MF    | Joe Rothwell                               | 0             | 0         | 0             | 0       | 0             | 0        | 0               | 0               | 0             | 0        | 0                   | 0                   |
| 47      | MF    | James Weir                                 | 0(1)          | 0         | 0             | 0       | 0             | 0        | 0               | 0               | 0(1)          | 0        | 0                   | 0                   |
| 48      | FW    | Will Keane                                 | 0(1)          | 0         | 0(1)          | 0       | 0             | 0        | 0               | 0               | 0(2)          | 0        | 0                   | 0                   |
| 49      | MF    | Joe Riley                                  | 0             | 0         | 0(1)          | 0       | 0             | 0        | 1               | 0               | 1(1)          | 0        | 0                   | 0                   |
| 50      | GK    | Sam Johnstone                              | 0             | 0         | 0             | 0       | 0             | 0        | 0               | 0               | 0             | 0        | 0                   | 0                   |
| 51      | DF    | Timothy Fosu-Mensah                        | 2(6)          | 0         | 2             | 0       | 0             | 0        | 0               | 0               | 4(6)          | 0        | 1                   | 0                   |
| 52      | DF    | Ro-Shaun Williams                          | 0             | 0         | 0             | 0       | 0             | 0        | 0               | 0               | 0             | 0        | 0                   | 0                   |
| —       | GK    | Víctor Valdés                              | 0             | 0         | 0             | 0       | 0             | 0        | 0               | 0               | 0             | 0        | 0                   | 0                   |
| —       | —     | Öngólok                                    | –             | 3         | –             | 0       | –             | 0        | –               | 2               | –             | 5        | –                   | –                   |

2016. május 21-én frissítve